# Алтетинг
Алтетинг (њем. Altötting) град је у њемачкој савезној држави Баварска. Једно је од 24 општинска средишта округа Алтетинг. Према процјени из 2010. у граду је живјело 12.650 становника. Посједује регионалну шифру (AGS) 9171111.

## Географија
Алтетинг се налази у савезној држави Баварска у округу Алтетинг. Град се налази на надморској висини од 403 метра. Површина општине износи 23,1 km².

## Становништво
У самом граду је, према процјени из 2010. године, живјело 12.650 становника. Просјечна густина становништва износи 548 становника/km².

## Међународна сарадња
| Мјесто        | Држава      | Врста сарадње | Од    |
| ------------- | ----------- | ------------- | ----- |
|               | Португалија | партнерство   | 2009. |
|               | Пољска      | контакт       | 1990. |
| Лорето/Анкона | Италија     | партнерство   | 1991. |
|               | Чешка       | пријатељство  | 1992. |
|               | Чешка       | контакт       | 1991. |
| Извор         |             |               |       |